# Wuppertaler Sport-Verein 1963-1964
Questa voce raccoglie le informazioni riguardanti il Wuppertaler Sport-Verein nelle competizioni ufficiali della stagione 1963-1964.

## Stagione
Nella stagione 1963-1964 il Wuppertal, allenato da Robert Gebhardt, concluse il campionato di Regionalliga ovest al 2º posto. Agli spareggi promozione il Wuppertal fu eliminato al turno di qualificazione. In Coppa di Germania il Wuppertal fu eliminato al primo turno dal Kaiserslautern.

## Rosa
| N. |                     | Ruolo | Calciatore       |
| -- | ------------------- | ----- | ---------------- |
|    | Germania (bandiera) | P     | Dieter Auris     |
|    | Germania (bandiera) | P     | Helmut Domagalla |
|    | Germania (bandiera) | P     | Willi Janzik     |
|    | Germania (bandiera) | D     | Günter Jäger     |
|    | Germania (bandiera) | D     | Theo Kolkenbrock |
|    | Germania (bandiera) | D     | Emil Meisen      |
|    | Germania (bandiera) | D     | Rolf Müller      |
|    | Germania (bandiera) | D     | Otto Neteler     |
|    | Germania (bandiera) | D     | Manfred Reichert |
|    | Germania (bandiera) | D     | Werner Tönges    |
|    | Germania (bandiera) | C     | Horst Arnrich    |

| N. |                     | Ruolo | Calciatore        |
| -- | ------------------- | ----- | ----------------- |
|    | Germania (bandiera) | C     | Rainer Borggräwer |
|    | Germania (bandiera) | C     | Jürgen Frommann   |
|    | Germania (bandiera) | C     | Vitus Sauer       |
|    | Germania (bandiera) | C     | Ulrich Wiegand    |
|    | Germania (bandiera) | A     | Günther Augustat  |
|    | Germania (bandiera) | A     | Erich Haase       |
|    | Germania (bandiera) | A     | Alfred Kratzer    |
|    | Germania (bandiera) | A     | Günter Nauheimer  |
|    | Germania (bandiera) | A     | Jürgen Papies     |
|    | Germania (bandiera) | A     | Manfred Paschke   |

## Organigramma societario
Area tecnica
- Allenatore: Robert Gebhardt
- Allenatore in seconda:
- Preparatore dei portieri:
- Preparatori atletici:
- Analisi video:

## Calciomercato

### Sessione estiva
| Acquisti | Acquisti         | Acquisti             | Acquisti |
| R.       | Nome             | da                   | Modalità |
| -------- | ---------------- | -------------------- | -------- |
| C        | Jürgen Frommann  | Rot-Weiß Lüdenscheid |          |
| D        | Günter Jäger     | Fortuna Düsseldorf   |          |
| D        | Manfred Reichert | Göttingen            |          |

| Cessioni | Cessioni        | Cessioni           | Cessioni |
| R.       | Nome            | a                  | Modalità |
| -------- | --------------- | ------------------ | -------- |
| D        | Harald Bergmann | Schwarz-Weiß Essen |          |
| C        | Axel Kiefer     | Schwarz-Weiß Essen |          |
| A        | Kurt Schulz     | Lucerna            |          |
| A        | Hans Würz       | Osnabrück          |          |

## Risultati

### Regionalliga

#### Girone di andata
| 4 agosto 1963 1ª giornata | Wuppertal | 2 – 1 | Viktoria Colonia |  |

| 11 agosto 1963 2ª giornata | Hamborn 07 | 0 – 2 | Wuppertal |  |

| 18 agosto 1963 3ª giornata | Wuppertal | 1 – 0 | Lüner |  |

| 25 agosto 1963 4ª giornata | Herten | 2 – 3 | Wuppertal |  |

| 1º settembre 1963 5ª giornata | Wuppertal | 4 – 2 | TuS Duisburg 1848/99 |  |

| 8 settembre 1963 6ª giornata | Rot-Weiss Essen | 2 – 2 | Wuppertal |  |

| 15 settembre 1963 7ª giornata | Wuppertal | 4 – 3 | Duisburger SpV |  |

| 22 settembre 1963 8ª giornata | Westfalia Herne | 0 – 3 | Wuppertal |  |

| 29 settembre 1963 9ª giornata | Wuppertal | 3 – 0 | Siegen |  |

| 6 ottobre 1963 10ª giornata | Bayer Leverkusen | 0 – 0 | Wuppertal |  |

| 13 ottobre 1963 11ª giornata | Wuppertal | 1 – 1 | Arminia Bielefeld |  |

| Arbitro: | Kammann |

|            |           |  |
| Steede 22’ | Marcatori |  |

| Arbitro: | Wieser |

|            |           |             |
| Peters 80’ | Marcatori | 11’ Kratzer |

| Arbitro: | Pescher |

|            |           |  |
| Tönges 72’ | Marcatori |  |

| Arbitro: | Schmidt |

|           |           |                           |
| Barra 67’ | Marcatori | 21’ Augustat 84’ Reichert |

| Arbitro: | Hoffmann |

|                                       |           |           |
| Augustat 25’, 33’, 35’, 44’, 69’, 87’ | Marcatori | 68’ Kulot |

| Arbitro: | Wortmann |

|                     |           |  |
| Martinelli 12’, 43’ | Marcatori |  |

| Arbitro: | Stöcklein |

|            |           |              |
| Tönges 58’ | Marcatori | 74’ Crawatzo |

| Arbitro: | Hillebrand |

|             |           |            |
| Steffen 62’ | Marcatori | 80’ Tönges |

#### Girone di ritorno
| Wuppertal 29 dicembre 1963 20ª giornata | Wuppertal | 0 – 0 referto | Hamborn 07 | Stadion am Zoo (10 000 spett.) |

| Arbitro: | Leidag |

|                                  |           |                        |
| Bisanz 30’, 80’ Schmidt 35’, 46’ | Marcatori | 4’ Augustat 36’ Tönges |

| Arbitro: | Radermacher |

|                         |           |  |
| Tönges 40’ Reichert 75’ | Marcatori |  |

| Arbitro: | Ehlert |

|                            |           |            |
| Bannasch 10’ Steltmann 43’ | Marcatori | 28’ Tönges |

| Arbitro: | Voß |

|  |           |               |
|  | Marcatori | 10’ Hasebrink |

| Arbitro: | Skaliks |

|          |           |              |
| Poll 49’ | Marcatori | 47’ Reichert |

| Arbitro: | Schmitz |

|              |           |             |
| Reichert 33’ | Marcatori | 13’ Bandura |

| Arbitro: | Dreuw |

|                             |           |                  |
| Wendhofen 44’ Grünewald 88’ | Marcatori | 19’, 62’ Arnrich |

| Arbitro: | Wieser |

|             |           |                                   |
| Stötzel 56’ | Marcatori | 13’ Tönges 43’ Augustat 90’ Sauer |

| Arbitro: | Schleißner |

|                  |           |              |
| Arnrich 48’, 63’ | Marcatori | 86’ Goldmann |

| Arbitro: | Klösters |

|                 |           |  |
| Tönges 14’, 42’ | Marcatori |  |

| Arbitro: | Radermacher |

|  |           |                               |
|  | Marcatori | 23’, 48’ Reichert 43’ Arnrich |

| Arbitro: | Epping |

|            |           |             |
| Fliege 35’ | Marcatori | 33’ Arnrich |

| Wuppertal 5 aprile 1964 33ª giornata | Wuppertal | 0 – 0 referto | VfB Marl Hüls | Stadion am Zoo (22 000 spett.)\| Arbitro: \| Dreuw \| |
| Arbitro:                             | Dreuw     |               |               |                                                       |

| Arbitro: | Mix |

|  |           |              |
|  | Marcatori | 12’ Reichert |

| Arbitro: | Fork |

|                                          |           |  |
| Tönges 25’, 62’ Reichert 47’ Arnrich 67’ | Marcatori |  |

| Arbitro: | Beinke |

|            |           |             |
| Ridder 78’ | Marcatori | 20’ Paschke |

| Arbitro: | Krumnack |

|                        |           |                      |
| Tönges 65’ Arnrich 73’ | Marcatori | 53’ Glenski 72’ Hahn |

| Arbitro: | Eschweiler |

|           |           |  |
| Sauer 75’ | Marcatori |  |

### Spareggi promozione

#### Turno di qualificazione
| 23 maggio 1964 andata | Wuppertal | 0 – 2 | Pirmasens |  |

| 30 maggio 1964 ritorno | Pirmasens | 2 – 1 | Wuppertal |  |

### Coppa di Germania
| Arbitro: | Fischer |

|                |           |  |
| Meier 10’, 53’ | Marcatori |  |

## Statistiche

### Statistiche di squadra
| Competizione        | Punti | In casa | In casa | In casa | In casa | In casa | In casa | In trasferta | In trasferta | In trasferta | In trasferta | In trasferta | In trasferta | Totale | Totale | Totale | Totale | Totale | Totale | DR  |
| Competizione        | Punti | G       | V       | N       | P       | Gf      | Gs      | G            | V            | N            | P            | Gf           | Gs           | G      | V      | N      | P      | Gf     | Gs     | DR  |
| ------------------- | ----- | ------- | ------- | ------- | ------- | ------- | ------- | ------------ | ------------ | ------------ | ------------ | ------------ | ------------ | ------ | ------ | ------ | ------ | ------ | ------ | --- |
| Regionalliga ovest  | 52    | 19      | 12      | 6       | 1       | 37      | 14      | 19           | 7            | 8            | 4            | 29           | 22           | 38     | 19     | 14     | 5      | 66     | 36     | +30 |
| Spareggi promozione | -     | 1       | 0       | 0       | 1       | 0       | 2       | 1            | 0            | 0            | 1            | 1            | 2            | 2      | 0      | 0      | 2      | 1      | 4      | -3  |
| Coppa di Germania   | -     | 0       | 0       | 0       | 0       | 0       | 0       | 1            | 0            | 0            | 1            | 0            | 2            | 1      | 0      | 0      | 1      | 0      | 2      | -2  |
| Totale              | 52    | 20      | 12      | 6       | 2       | 37      | 16      | 21           | 7            | 8            | 6            | 30           | 26           | 41     | 19     | 14     | 8      | 67     | 42     | +25 |

### Andamento in campionato
| Giornata  | 1 | 2 | 3 | 4 | 5 | 6 | 7 | 8 | 9 | 10 | 11 | 12 | 13 | 14 | 15 | 16 | 17 | 18 | 19 | 20 | 21 | 22 | 23 | 24 | 25 | 26 | 27 | 28 | 29 | 30 | 31 | 32 | 33 | 34 | 35 | 36 | 37 | 38 |
| --------- | - | - | - | - | - | - | - | - | - | -- | -- | -- | -- | -- | -- | -- | -- | -- | -- | -- | -- | -- | -- | -- | -- | -- | -- | -- | -- | -- | -- | -- | -- | -- | -- | -- | -- | -- |
| Luogo     | C | T | C | T | C | T | C | T | C | T  | C  | T  | T  | C  | T  | C  | T  | C  | T  | C  | T  | C  | T  | C  | T  | C  | T  | T  | C  | C  | T  | T  | C  | T  | C  | T  | C  | C  |
| Risultato | V | V | V | V | V | N | V | V | V | N  | N  | P  | N  | V  | V  | V  | P  | N  | N  | N  | P  | V  | P  | P  | N  | N  | N  | V  | V  | V  | V  | N  | N  | V  | V  | N  | N  | V  |
| Posizione | 3 | 2 | 1 | 1 | 1 | 2 | 1 | 1 | 1 | 1  | 2  | 2  | 2  | 2  | 2  | 2  | 2  | 2  | 2  | 2  | 2  | 2  | 3  | 3  | 3  | 3  | 3  | 2  | 2  | 2  | 2  | 2  | 2  | 2  | 2  | 2  | 2  | 2  |

Legenda:

Luogo: C = Casa; T = Trasferta. Risultato: V = Vittoria; N = Pareggio; P = Sconfitta.

### Statistiche dei giocatori
| Giocatore      | Regionalliga ovest | Regionalliga ovest | Regionalliga ovest | Regionalliga ovest | Coppa di Germania | Coppa di Germania | Coppa di Germania | Coppa di Germania | Totale   | Totale | Totale      | Totale     |
| Giocatore      | Presenze           | Reti               | Ammonizioni        | Espulsioni         | Presenze          | Reti              | Ammonizioni       | Espulsioni        | Presenze | Reti   | Ammonizioni | Espulsioni |
| -------------- | ------------------ | ------------------ | ------------------ | ------------------ | ----------------- | ----------------- | ----------------- | ----------------- | -------- | ------ | ----------- | ---------- |
| H. Arnrich     | 11                 | 8                  | 0                  | 0                  | 1                 | 0                 | 0                 | 0                 | 12       | 8      | 0           | 0          |
| G. Augustat    | 27                 | 9                  | 0                  | 0                  | 1                 | 0                 | 0                 | 0                 | 28       | 9      | 0           | 0          |
| D. Auris       | 16                 | 0                  | 0                  | 0                  | 1                 | 0                 | 0                 | 0                 | 17       | 0      | 0           | 0          |
| R. Borggräwer  | 0                  | 0                  | 0                  | 0                  | 0                 | 0                 | 0                 | 0                 | 0        | 0      | 0           | 0          |
| H. Domagalla   | 11                 | 0                  | 0                  | 0                  | 0                 | 0                 | 0                 | 0                 | 11       | 0      | 0           | 0          |
| J. Frommann    | 1                  | 0                  | 0                  | 0                  | 0                 | 0                 | 0                 | 0                 | 1        | 0      | 0           | 0          |
| E. Haase       | 23                 | 0                  | 0                  | 0                  | 1                 | 0                 | 0                 | 0                 | 24       | 0      | 0           | 0          |
| W. Janzik      | 0                  | 0                  | 0                  | 0                  | 0                 | 0                 | 0                 | 0                 | 0        | 0      | 0           | 0          |
| G. Jäger       | 20                 | 0                  | 0                  | 0                  | 0                 | 0                 | 0                 | 0                 | 20       | 0      | 0           | 0          |
| T. Kolkenbrock | 13                 | 0                  | 0                  | 0                  | 1                 | 0                 | 0                 | 0                 | 14       | 0      | 0           | 0          |
| A. Kratzer     | 6                  | 1                  | 0                  | 0                  | 1                 | 0                 | 0                 | 0                 | 7        | 1      | 0           | 0          |
| E. Meisen      | 26                 | 0                  | 0                  | 0                  | 1                 | 0                 | 0                 | 0                 | 27       | 0      | 0           | 0          |
| R. Müller      | 22                 | 0                  | 0                  | 1                  | 0                 | 0                 | 0                 | 0                 | 22       | 0      | 0           | 1          |
| G. Nauheimer   | 17                 | 0                  | 0                  | 0                  | 0                 | 0                 | 0                 | 0                 | 17       | 0      | 0           | 0          |
| O. Neteler     | 6                  | 0                  | 0                  | 0                  | 1                 | 0                 | 0                 | 0                 | 7        | 0      | 0           | 0          |
| J. Papies      | 7                  | 0                  | 0                  | 0                  | 1                 | 0                 | 0                 | 0                 | 8        | 0      | 0           | 0          |
| M. Paschke     | 21                 | 1                  | 0                  | 0                  | 1                 | 0                 | 0                 | 0                 | 22       | 1      | 0           | 0          |
| M. Reichert    | 27                 | 8                  | 0                  | 0                  | 1                 | 0                 | 0                 | 0                 | 28       | 8      | 0           | 0          |
| V. Sauer       | 18                 | 2                  | 0                  | 0                  | 0                 | 0                 | 0                 | 0                 | 18       | 2      | 0           | 0          |
| W. Tönges      | 23                 | 12                 | 0                  | 0                  | 0                 | 0                 | 0                 | 0                 | 23       | 12     | 0           | 0          |
| U. Wiegand     | 2                  | 0                  | 0                  | 0                  | 0                 | 0                 | 0                 | 0                 | 2        | 0      | 0           | 0          |